# ローカル線で行こう!
『ローカル線で行こう!』は、真保裕一による日本の小説。「行こう！」シリーズ第2作。

## 概要
シリーズ第1作と同じく書き下ろしミステリー、真保が「母親の実家の最寄り駅が無人駅だった」のを思い出し、着想を得て執筆。『小説現代』2012年5月号から2012年11月号に連載され、2013年2月に講談社から単行本が刊行された。

## あらすじ
宮城県の第三セクター鉄道「もりはら鉄道」（輿石〜森原間）は、国鉄森中線を引き継いだものの、赤字ローカル線の状態が続いていた。
そこで運営する会社の会長、五木田陽造は地元出身の元新幹線アテンダント、篠宮亜佐美をスカウトして社長に据える。さらに、県庁職員であった鵜沢哲夫が出向される事に成り、五木田は亜佐美と哲夫に再建を託す。

## 登場人物

### 主要人物
亜佐美と哲夫が中心となって物語が展開される。
篠宮 亜佐美（しのみや あさみ）
五木田に請れて入社して、社長に就任。かつて1日に50万円を売り上げたカリスマとしてメディアに取り上げられた元新幹線アテンダント。31歳、独身。実家はもりはら鉄道沿線にあるが、本数が少ないので車を運転して帰省する。それも頻度的には少なく、いつもは仙台市内のアパートに一人暮らしをしている。
鵜沢 哲夫（うざわ てつお）
宮城県庁に1種合格で幹部候補として入庁を果たした職員。県のお目付け役という名目での「もりはら鉄道」出向だが、事実上の左遷ということで最初は不本意に思っていた。だが、亜佐美を見て、鉄道会社のためにサポートしようと思うようになる。さらに岸田・板垣と喧嘩した星山に「懲罰」と称してアテンダントを指名する。

### もりはら鉄道
国鉄転換線を引き継いだ第三セクター鉄道会社。
五木田 陽造（いつきだ ようぞう）
会長。森中町長でもあり、地元経済界の重鎮。亜佐美のアテンダントぶりに惚れこみ、スカウトする。一方、哲夫に対しては「彼女（亜佐美）を守れなければ、会社だけでなく県庁から追放する」と厳しくいう。
小野塚 邦昭（おのづか くにあき）
県職員OBで、財務部長を兼任するもう一人の副社長。
馬場山 康成（ばばやま やすなり）
運転課長で、最古参のベテラン運転士。最初は亜佐美を冷ややかに見ていた。
星山 光太（ほしやま こうた）
技術課職員だが、亜佐美に頼まれてアテンダントを兼務する。自社を含めた鉄道をこよなく愛する男で、ボヤ騒ぎを起こした岸田、板垣たちに厳しく叱責した。それが原因で哲夫と衝突。アテンダント指名に対して消極的であったが、かおりたちの説得で応じる。
山下 修平（やました しゅうへい）
営業課職員。数少ない亜佐美・哲夫より年下。亜佐美の信奉者。
村上 伸一郎（むらかみ しんいちろう）
営業課職員。旅行代理店から転職した実働社員。
岩本 道雄（いわもと みちお）
運輸部長。JRからの転職組。
町村かおり
経理担当の若い女の子。亜佐美と哲夫の口論を聞いて委縮していた。
宮崎聡（みやざき さとし）
総務担当の若い男性。ホームページを担当している。
下園三郎（しもぞの さぶろう）
もりなか鉄道に勤務するベテラン職員。あだ名は「サブちゃん」。
岸田文博、板垣友昭
もりなか鉄道に勤務する運転士と技術課職員。2人は独身で、地元の女の子を駅舎に連れ込んで酒盛りをしたところ、ボヤが発生。星山に激怒されたが、女の子が怖くなって警察に電話を入れた。警察に注意された後、4人は亜佐美に呼び出されるが、2人の女の子はけんもほろろの対応。亜佐美の尋問で「以前にも駅で酒盛りをしたことがあった」という。
芹沢誠二（せりざわ せいじ）
もりなか鉄道・工務長。台風の接近で、亜佐美の召集を受けて、点検・復旧の陣頭指揮を執る。

### 泉整備工業
もりなか鉄道に出資している、飛高建設の下請け会社。
泉静六（いずみ せいろく）
泉整備工業の社長。六十過ぎの小男。
国分喜久夫（こくぶ きくお）
泉工業のアルバイト従業員、腕利きの職人であったが、突然姿を消してしまう。33歳。
秋山良太郎（あきやま りょうたろう）
泉工業の社員。彼の保険証が紛失する事件が起きたが、哲夫と泉の捜査で国分が自分が病院に行くために盗んだことが判明した。だが、公務員に対する反感から哲夫に反発、被害届も出す気はないといったが、泉の説得で態度を軟化した。最初から警察を信用しない彼であったが、哲夫が食い下がる姿を見て感銘を受ける。

### その他
主要人物などの関係者。
陣野 尚彦（じんの なおひこ）
哲夫の直属上司で、経済商工観光部長。哲夫をもりはら鉄道に出向させた。
篠宮 泰子（しのみや やすこ）
亜佐美の母。母方の祖母、彼女、亜佐美の三代にわたって男運が悪い家系らしい。亜佐美の祖母は「都会でいい男をつかまえるのが女の甲斐性」だという古いタイプの女性で、亜佐美が地元会社の社長になった事を快く思っていない。
藤井優理子（ふじい ゆりこ）
哲夫の恋人。もりはら鉄道に忙殺されている哲夫を憂いている。だが、だんだんと疎遠となり、別れてしまう。
皆川充（みながわ みつる）
アテンダント時代のころから亜佐美に注目していた、東京の大手広告代理店・星都（せいと）エージェンシーのチーフ・プロデューサー。実は亜佐美の事が好きらしい。

## 書誌情報
真保裕一『ローカル線で行こう！』
- 単行本：講談社、2013年2月14日発売[2]、ISBN 978-4-06-218217-1
- 文庫本：講談社文庫、2016年5月13日発売[3]、ISBN 978-4-06-293392-6